# 阿毕鲁勒氏
阿毕鲁勒氏，满族姓氏，清朝嘉庆年间的肃州镇总兵索费英阿姓该姓氏:1。

## 读音
“阿”为多音字，《中华古今姓氏大辞典》注音为“Ā”，《姓氏辞典》注音为“Ē”:1。